# Werft Gustavsburg
1908 wurde die Binnenschiffswerft von Franz Schmitt in Schiffswerft Mainz-Gustavsburg umbenannt. Sie hieß im Volksmund  abgekürzt Werft Gustavsburg.  Insgesamt entstanden hier bis zum Konkurs 1989 rund 450 Neubauten, davon rund 30 unter dem Werftnamen Franz Schmitt, Mainz.

## Franz Schmitt, Mainz
Von der seit 1886 bestehenden Werft Franz Schmitt, Mainz wurden vorwiegend kleine Schwimmbagger, Kieskähne und Schuten gebaut.

## Schiffswerft und Maschinenfabrik Mainz-Gustavsburg

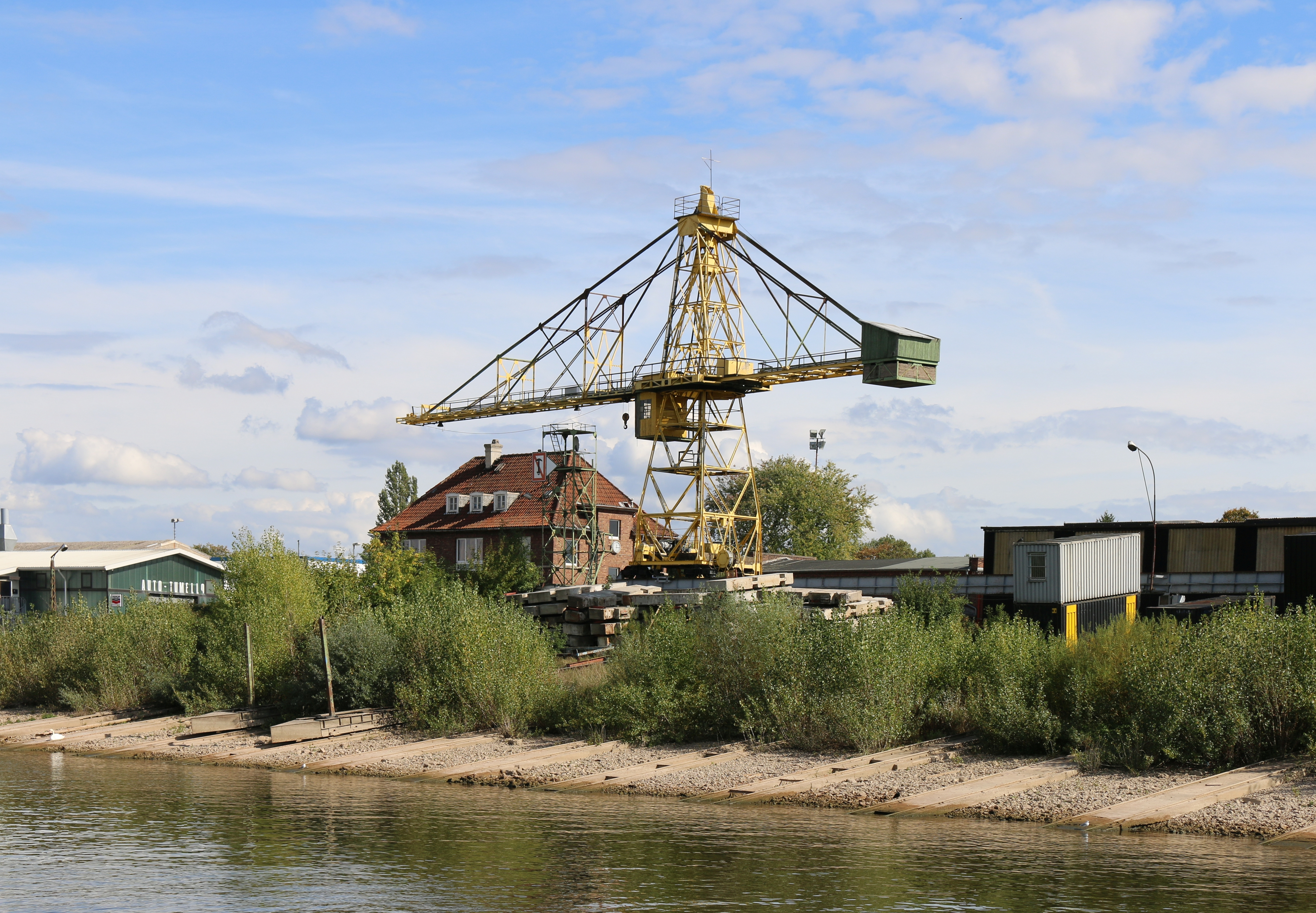
Aufgelassene Werft Gustavsburg im Jahr 2015

Ab 1908 hieß diese Werft dann Schiffswerft und Maschinenfabrik Mainz-Gustavsburg oder abgekürzt Werft Gustavsburg. Es wurden weiterhin vorwiegend kleine Kieskähne, Schleppkähne und seltener Schleppdampfer gebaut. Auch Pontons und Brückenpontons entstanden für umliegende Auftraggeber. Ab den 1930er Jahren wurden zunehmend Binnenfrachter von 500 bis 1000 t für wechselnde Reeder gebaut. Auch einige Binnentanker liefen hier vom Stapel.
Während des Zweiten Weltkriegs wurden in dem Unternehmen Zwangsarbeiter aus den europäischen Besatzungsgebieten eingesetzt. Die Deutsche Arbeitsfront listete in einer Aufstellung für den Kreis Mainz im April 1943 insgesamt 79 Zwangsarbeiter auf. Die größten Gruppen stammten aus der Sowjetunion und Frankreich (je 28), Belgien (12), Polen (4) und den Niederlanden (3).
In den 1960er und 1970er Jahren wurden neben Pontons und Klappschuten größere Binnentanker und Binnenfrachter bis 2000 t gebaut.
Besonders interessante Neubauten waren Inspektionsboote, die ab 1965 als Peil- und Messschiffe für Wasser- und Schifffahrtsämter (WSA) und Hafenbauämter auf der Werft entstanden. Hier sind z. B. die Inspektionsboote Anger und Bussard zu nennen, die mit den wichtigsten technischen Daten (allerdings ohne Werftbezug) in der Liste von Schiffen der Wasserstraßen- und Schifffahrtsämter aufgeführt sind.
Ab 1986 fehlten die Schiffbauaufträge und 1989 ging die Werft in Konkurs.

## Neubauten der Werft (Beispiele)
- Bayern 2, (1938, Flussschlepper)
- MNL 28, MNL 29, MNL 30 (1943–1945, Marinenachschubleichter)
- Hoechst, (1961, Feuerlöschboot)
- Lippe (1963, Stromaufsichtsboot)
- Mainfähre Okriftel (1981, Fährboot)